# Musée islamique de Jérusalem
Le musée islamique (en arabe : متحف الآثار الإسلامية) est un musée situé sur le mont du Temple dans la partie de la vieille ville de Jérusalem. Il expose des œuvres de l'histoire islamique et englobe plusieurs régions musulmanes. Le musée est situé à côté de la mosquée al-Aqsa.